# Luc Lallemand
Luc Lallemand (30 juni 1966) is een Belgisch topfunctionaris. Van maart 2020 tot september 2022 stond hij aan het hoofd van de Franse spoornetbeheerder SNCF Réseau. Voordien was hij ongeveer vijftien jaar gedelegeerd bestuurder van de Belgische tegenhanger Infrabel.

## Levensloop
Luc Lallemand studeerde in 1987 af aan de Hogere Zeevaartschool Antwerpen als officier ter lange omvaart en behaalde het diploma van commercieel ingenieur in 1990 aan de Haute École Francisco Ferrer in Brussel. In 1994 werd hij gediplomeerde van het Institut de Finance internationale et de Cambisme.
Hij startte zijn professionele carrière in 1988 in Antwerpen als koopvaardijofficier bij Ahlers. Na enkele maanden ging hij in 1989 werken als boekhouder bij Groupe Rossel tot 1991. Hij werkte daarna nog even bij DHL en werd in 1991 financieel adviseur bij het departement financiën van de NMBS.
Vanaf 1995 ging hij werken op ministeriële kabinetten. Eerst werd hij budgettair adviseur en kabinetschef van minister van Verkeer Michel Daerden (PS) en vanaf 1999 was hij adjunct-kabinetschef van vice-eersteminister Laurette Onkelinx. In zijn kabinetsfuncties nam hij onder meer deel aan de lancering van hogesnelheidswerken, de oprichting van de Financiering TGV, de liquidatie van de Regie voor Maritiem Transport (met het herklasseren van 1.600 personeelsleden) en het operationeel maken van Belgocontrol en BIAC.

### Spoorwegen
In 2002 keerde hij terug naar de NMBS in het kielzog van Karel Vinck. Hij werd er directeur-generaal financies en lid van het directiecomité. Van bij de aanvang was hij betrokken bij de oprichting van Infrabel, infrastructuurbeheerder van het Belgische spoorwegennet, waarvan hij in oktober 2004 gedelegeerd bestuurder en voorzitter van het directiecomité werd. Met zijn 12.000 medewerkers is Infrabel een van de grootste ondernemingen in de openbare sector in België.
Van februari 2005 tot november 2013 behoorde hij tot het triumviraat dat de Belgische spoorwegen leidde binnen de NMBS-Groep, samen met Jannie Haek (NMBS-Holding) en Marc Descheemaecker (NMBS). Zoals alle topbenoemingen in België speelde bij hem ook de politieke achtergrond, die zich situeert bij de Parti Socialiste. Na het treinongeval bij Buizingen in februari 2010 werd hij net als zijn collega-spoorbazen door een Bijzondere Kamercommissie ondervraagd over het gebrek aan veiligheid bij de NMBS.
Na de herstructurering van de Belgische spoorwegen, waarbij de NMBS-Holding verdween, bleef Lallemand als enige zijn functie bekleden, terwijl Jo Cornu de leiding nam over spoorwegmaatschappij NMBS.
In maart 2020 stapte hij over naar de Franse spoorwegen bij netbeheerder SNCF Réseau. Benoît Gilson volgde hem op bij Infrabel. In september 2022 werd Lallemand bij SNCF Réseau opzij geschoven ten voordele van Matthieu Chabanel.

### Andere activiteiten
Van 1991 tot 1996 doceerde hij aan het Institut des Carrières Commerciales en van 1996 tot 2002 aan de Haute École Francisco Ferrer, beide in Brussel.
Hij was naast CEO van Infrabel ook bestuurder van bpost, Thalys en RATP Développement (RATP Dev). Daarnaast was hij ook voorzitter van Vinçotte en TUC Rail.